# Baha
Baha is een bestuurslaag in het regentschap Badung van de provincie Bali, Indonesië. Baha telt 3733 inwoners (volkstelling 2010).